# 得救
得救或得救贖就是離開苦難。在宗教，得救就是靈魂得以脫離罪。
研究有關如何「得救」的學問稱為救贖論。

## 基督信仰
基督信仰認為，救恩是上帝所賜予的禮物（「恩典」），人要以「信心」接受。基督教新教認為，人不能以行為、善工來換取，或完成救恩。
神愛世人，甚至將他的獨生子賜給他們，叫一切信他的不至滅亡，反得永生。因為神差他的兒子降世，不是要定世人的罪.，乃是要叫世人因他得救。
你若口裏認耶穌為主，心裏信神叫他從死人裏復活，就必得救。因為人心裏相信就可以稱義，口裏承認就可以得救。
你們得救是本乎恩，也因著信。這並不是出於自己，乃是神所賜的；也不是出於行為，免得有人自誇。我們原是他的工作，在基督耶穌裡造成的，為要叫我們行善，就是神所預備叫我們行的。
我們相信罪人只能藉恩典得救。恩典就是上帝對罪人的愛。這愛是他們不配得到的。這愛使上帝給予罪人一切能使他們獲得救恩的所需。這一切都是上帝的禮物。人們不能藉着任何行為賺得這救恩。

## 伊斯兰教
伊斯兰教亦有“救赎”。但不通过这个词来体现。穆斯林的基本信仰即包括：信真主与信末日。至高主通过古兰经告诉并许诺信士坚守主道，在末日可以获得拯救，亦即有权享受“下临诸河的乐园”
另見認主學、五功

## 印度諸宗教

### 佛教
在佛教观念中，苦难对于陷入轮回的众生来说是永无止境的。只有跳出轮回才能够获得解脱，称为涅槃。佛教徒认为，涅槃使生命达到“不生不死”的状态，不再进入生死轮回，从而不再受苦，获得心灵的永远安宁。通过戒定慧的自我修炼过程，完成个体生命意志与整体生命意志的自然整合与回归。

### 印度教
印度教的救赎观念是指生命从轮回解放出来，與終極實相（梵）合一，并达到精神上的圆满。在印度教的观念中，这种解脱超越了现实世界，也使得不再受任何约束。和这种解脱相比，人的现实生活，甚至天堂和地狱，都不过是人暂时的居所。
同时，印度教认为，不同信仰的人可以获得不同的解脱和救赎，即他们肯定的是精神的解放，而不是某种特定形式的救赎。

## 日本神道
日本的神道中的救赎观念类似于佛教，同时更强调现实生活中寻找幸福和快乐的重要性。

## 另見
- 得道
- 得救見證